# Shannonomyia (Shannonomyia) abortiva
Shannonomyia (Shannonomyia) abortiva is een tweevleugelige uit de familie steltmuggen (Limoniidae). De soort komt voor in het Neotropisch gebied.